# Ornella Della Libera
Ornella Della Libera (Roma, 8 agosto 1965) è una scrittrice italiana.

## Biografia
Entrata in Polizia nel 1986, ha lavorato presso la Squadra Mobile di Napoli; attualmente è ispettore superiore della Polizia di Stato.
Nel 2002 scrive con Edoardo Bennato e Gino Magurno Lo stelliere, canzone vincitrice del 45º Zecchino d'Oro.
Il suo libro "Tredici casi per un'agente speciale" Rizzoli, già pubblicato nel 2004 da Fabbri con la prefazione di Edoardo Bennato, ha vinto il Premio Speciale "Elsa Morante" 2005 e si è classificato al sec9ndo posto del Premio LIBRI INFINITI 2005 di VERONA. Nel 2018 viene ristampato con il marchio Bur gruppo Mondadori.
Florian del cassonetto pubblicato da Rizzoli, ha vinto il premio "Elsa Morante Ragazzi" 2009 - nonché il Superpremio ex aequo con Kledi Kadiu, e il Premio "Nino Martoglio" 2009 (Belpasso-Catania) per la sezione Letteratura per l'infanzia.
I nuovi casi dell'agente speciale Blondie, edito da Rizzoli, ha vinto il Premio Letterario "Procida, il mondo salvato dai ragazzini" 2018, il Premio "Città di Calimera"  (secondo posto), il Premio Candelaio Junior.
Nel 2016 viene insignita del Premio Internazionale Apoxiomeno, nella sezione Letteratura.
Ha pubblicato Il primo bacio di Pennylù con Coccole Books e "Azzurro Maledetto" con la casa editrice Treves.
Ha scritto canzoni per vari artisti, tra cui Antonella Morea e Lisa Fusco.

## Opere
- Ornella Della Libera, Tredici casi per un'agente speciale, Fabbri 2004, ISBN 9788845108600
- Ornella Della Libera Tredici casi per un'agente speciale Rizzoli fino al 2018- Bur Mondadori dal 2018
- Ornella Della Libera, Florian del cassonetto, Collana Narrativa Ragazzi, Rizzoli, Milano 2009, ISBN 9788817029513
- Ornella Della Libera, "Azzurro Maledetto", Treves, dicembre 2015
- Ornella Della Libera, "I nuovi casi dell'agente speciale Blondie", Rizzoli, Milano 2015-
- Ornella Della Libera "Il Primo Bacio di Pennylù" Coccole Books 2016
- Giuseppe Montesano, Antonella Cilento, Antonella Del Giudice, Pino Imperatore, Ornella Della Libera, Maurizio De Giovanni, Roberto De Simone."Vedi Napoli e poi scrivi"
- Anna Baccelliere, Alessandra Berello, Rosa Tiziana Bruno, Fulvia Degl'Innocenti, Ornella Della Libera, Giuliana Facchini, Ilaria Guidantoni, Laura Novello, Isabella Paglia, Daniela Palumbo, Elena Peduzzi, Cristiana Pezzetta, Annamaria Piccione, Manuela Piovesan, Livia Rocchi, Maria Giuliana Saletta, Chiara Segrè, Luisa Staffieri, Annalisa Strada, Pina Tromellini, Pina Varriale, Laura Walter, Giamila Yehya. "Chiamarlo amore non si può"
- Maria Franco, Ornella Della Libera, Mario Gelardi, Peppe Lanzetta, Gennaro Matino, Antonella Ossorio, Andrea Valente "C'è chiave e chiave"
- A cura di Pierantonio Toma e Vittorio Bongiorno: da Giovanni Boccaccio, Giovan Battista Basile, Roberto de Simone, Matilde Serao, passando per Ornella Della Libera "L'almanacco napoletano di scrittori e poeti".